# Arlekin (umaszczenie)

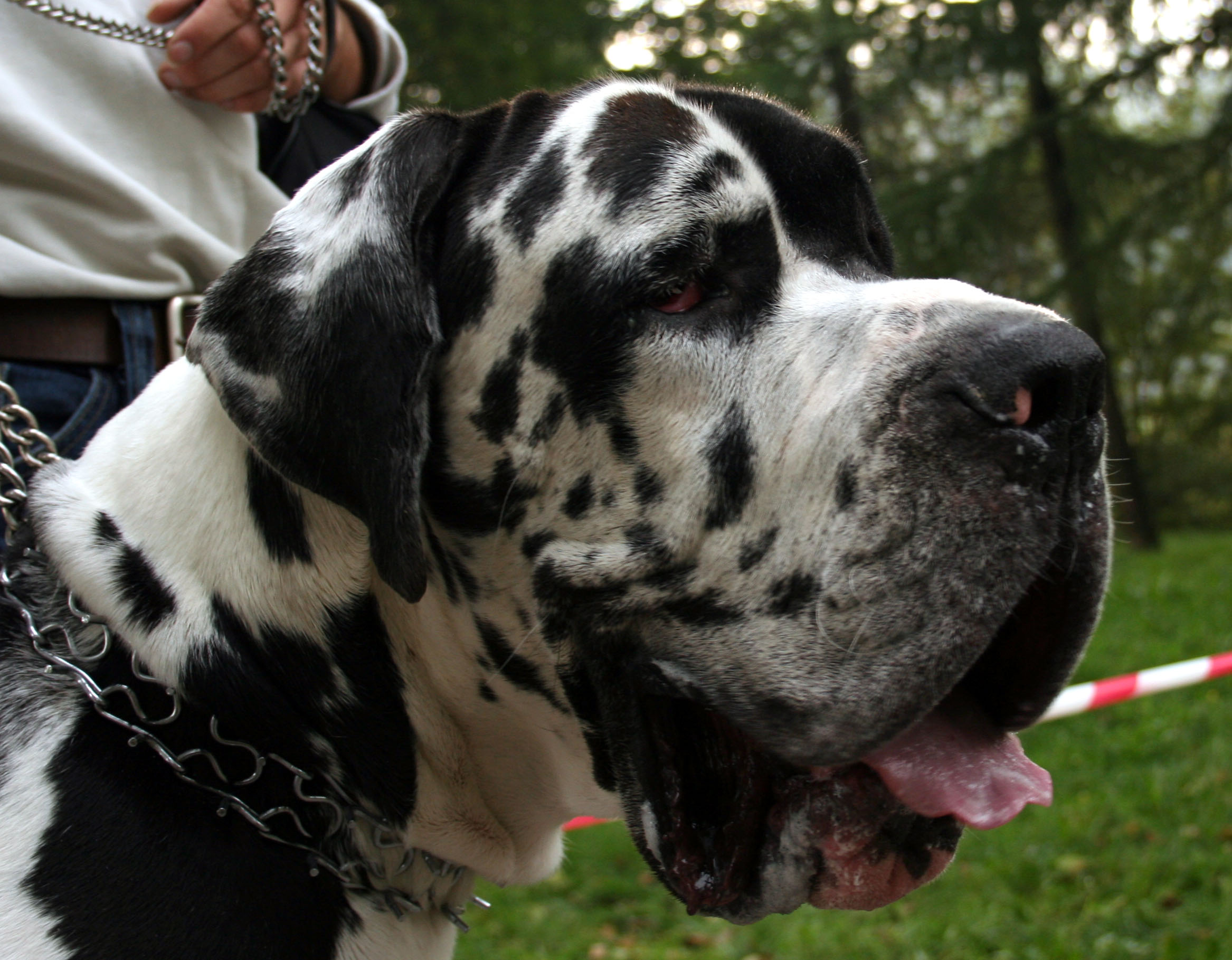
Dog niemiecki – arlekin

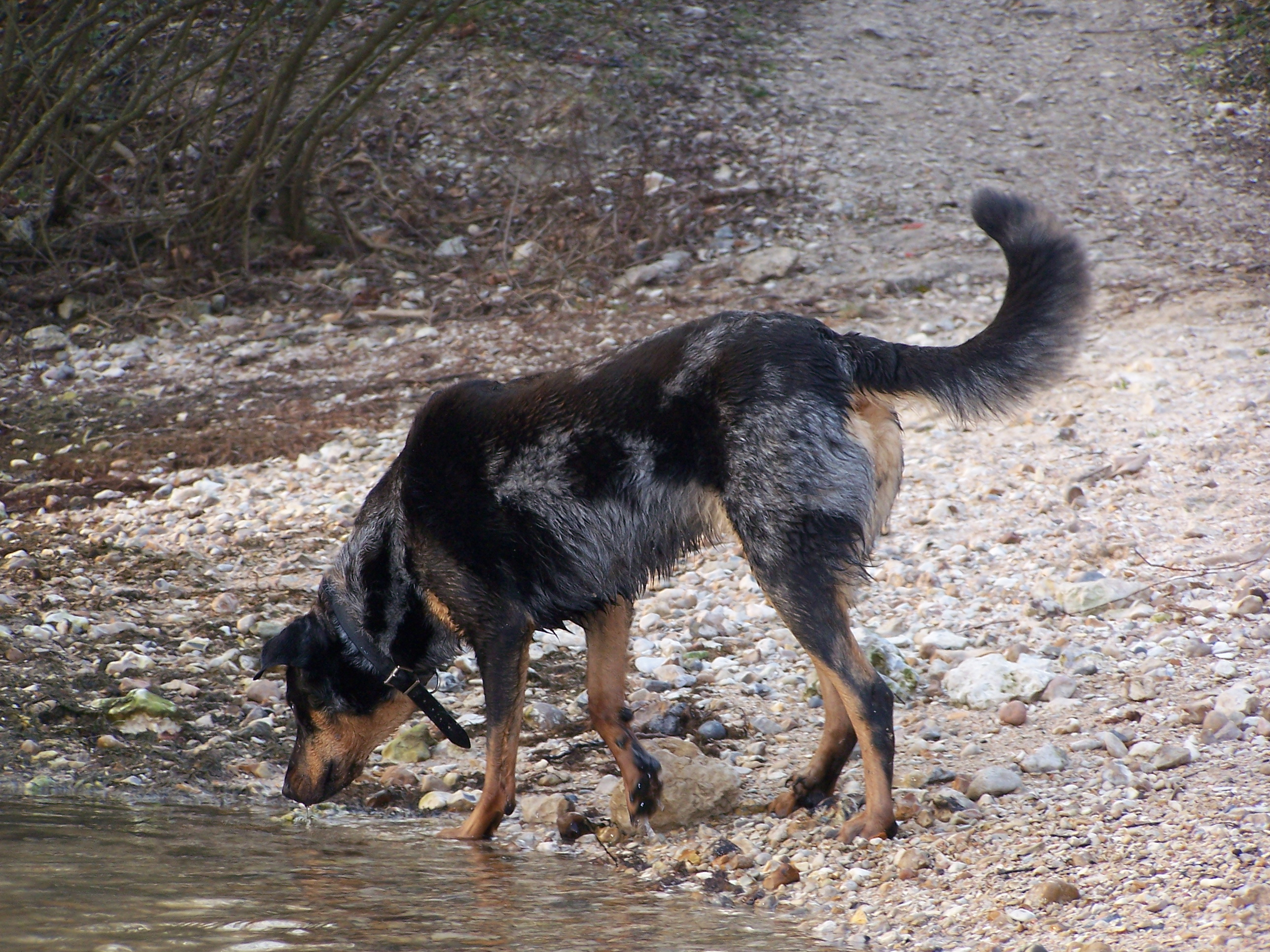
Owczarek francuski beauceron – szary arlekin

Arlekin – typ umaszczenia u psa. Pies o umaszczeniu zwanym arlekin ma najczęściej czarne bądź szare łaty o nieregularnych kształtach, które występują na tle białej sierści. Dane umaszczenie jest jednym z wariantów np. dla doga niemieckiego.
Można wyróżnić także „szare arlekiny” gdzie tłem podstawowym jest kolor szary. U zwierzęcia z tym typem umaszczenia, określa się je jako „maść merle”. Maść ta jest spotykana na przykład u beauceronów.